# Михаило Бркић
Михаило Бркић (Београд, 27. август 1966) српски је политичар. Потпредседник је странке Србија центар. Један је од носилаца листе коалиције Србија против насиља на покрајинским изборима у Војводини 2023.

## Биографија
Основну и средњу школу завршио је у Новом Саду. Дипломирао је 1991. на Економском факултету Универзитета у Новом Саду. Академски назив магистра економских наука стекао је 2010. Докторирао је 2019. на Факултету политичких наука Универзитета у Београду.
У периоду 2010—2014. био је на дужности изванредног и опуномоћеног амбасадора Србије у Кувајту, на резиденцијалној основи. Исту дужност на нерезиденцијалној основи обављао је у Катару и Јемену. Током мандата радно је покривао и Саудијску Арабију како пре, тако и након што су 2012. успостављени дипломатски односи Србије са овом земљом. У својству именованог амбасадора (без предаје акредитива) пратио је и Бахреин.
Од 1999. до данас радио је и обављао различите дужности у органима и организацијама чији су оснивачи Скупштине града Новог Сада и Војводине. Од 1996. до 1999. радио је у ИП Матице српске у Новом Саду.
Члан је радних група Националног конвента о Европској унији за поглавља 22 (регионалне политике и координација структурних инструмената) и 33 (финансијске и буџетске одредбе). Члан је иницијалног одбора ЕРСА — Србија и председништва Савеза економиста Војводине, најзначајнијег струковног удружења економских стручњака у Војводини.
Резервни је капетан АРЈ ПВО Војске Србије.